# Dexia brunnicornis
Dexia brunnicornis là một loài ruồi trong họ Tachinidae.